# Rossi (producent broni)

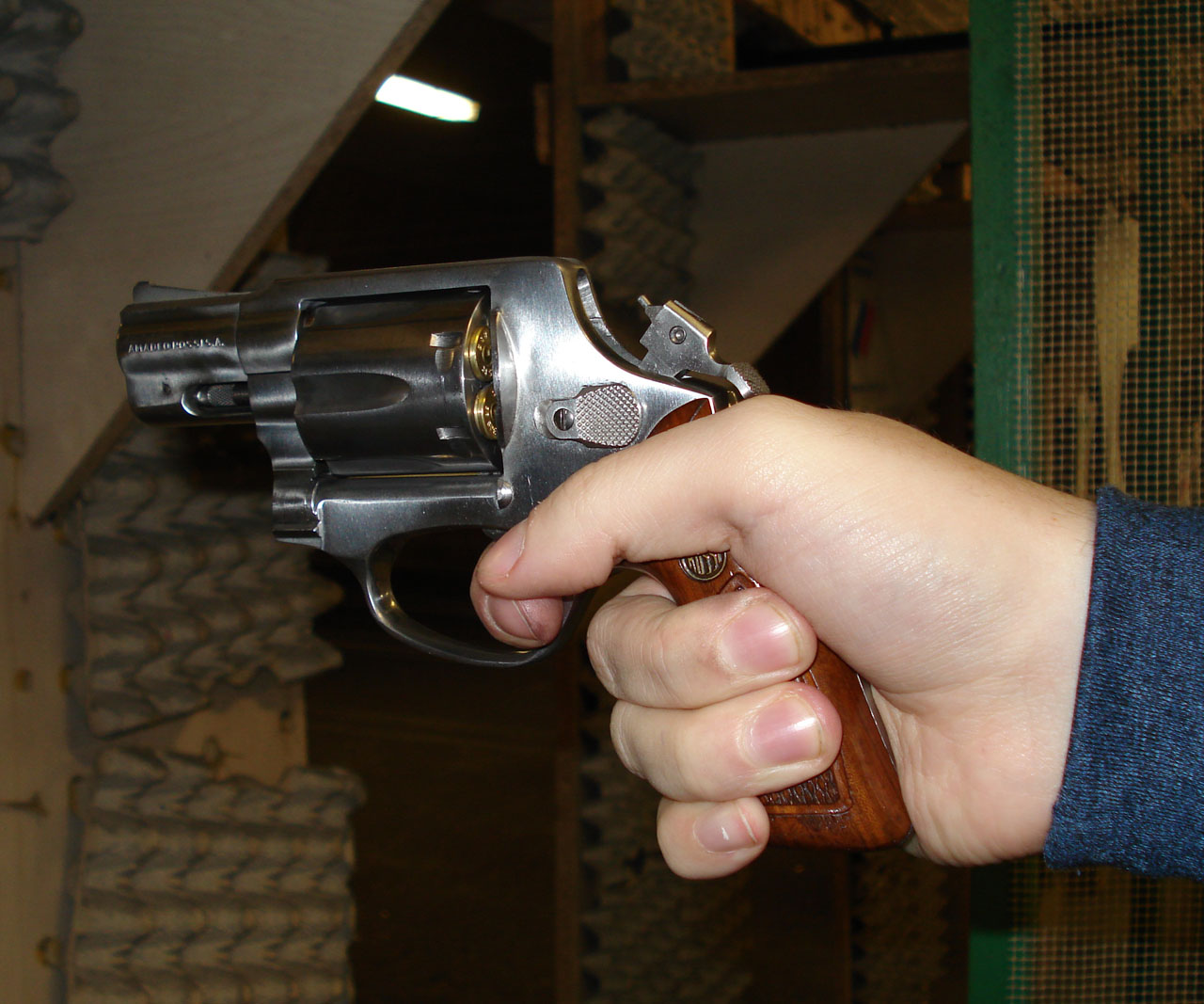
Rewolwer Rossi R35202.

Rossi – brazylijski producent broni strzeleckiej, szczególnie znany w świecie z produkcji rewolwerów.
Obecnie produkowane modele są konstrukcyjnie wzorowane na rewolwerach amerykańskiej firmy Smith & Wesson.
Firma powstała w roku 1889. Jej założycielem był Amadeo Rossi. 

## Obecnie produkowanerewolwery
Na amunicje 38 Special:
- R35102
- R35202
- R85104

Na amunicje 357 Magnum:
- R46102w
- R46202
- R97104
- R97206